# Amunicja dymna

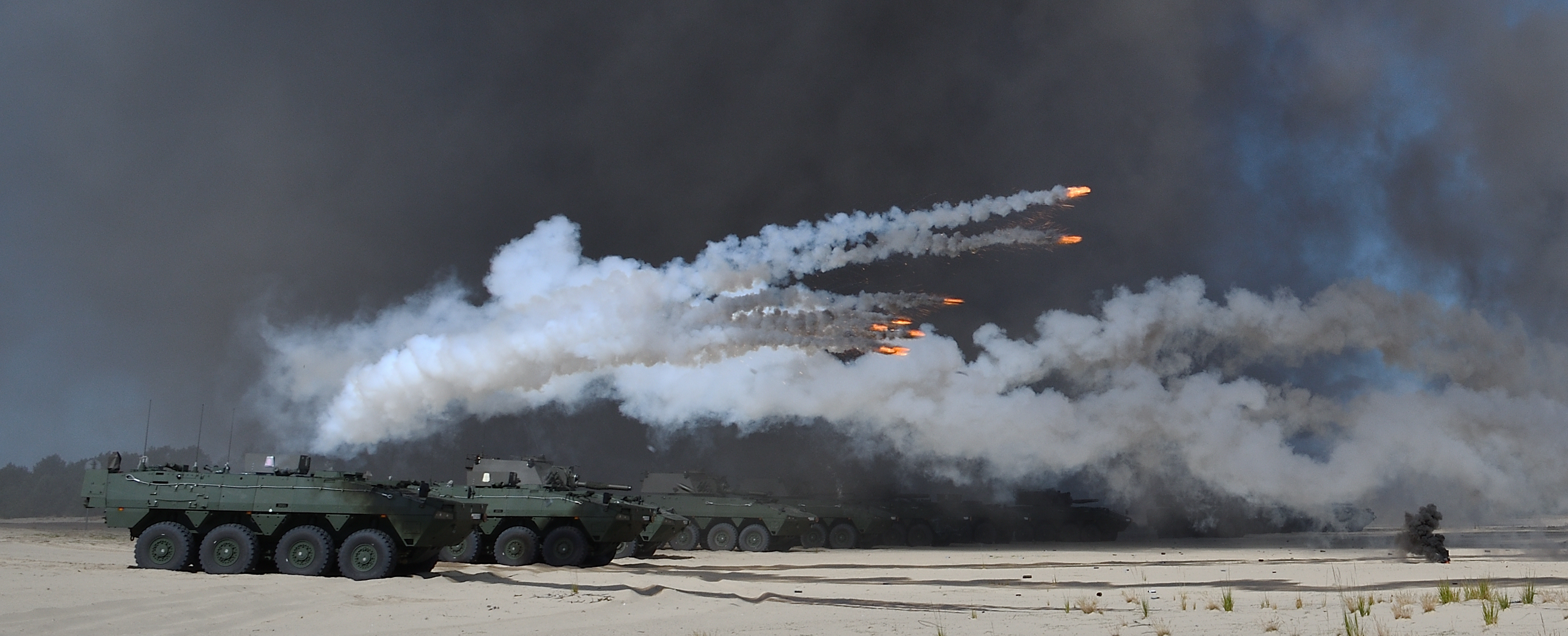
Przykład użycia amunicji dymnej: stawianie zasłony za pomocą granatów dymnych GAK-81

Amunicja dymna – pociski (granaty ręczne i artyleryjskie, bomby lotnicze itp) wypełnione materiałami tworzącymi podczas spalania lub wybuchu duże ilości dymu.
Zasadniczym zastosowaniem amunicji dymnej jest wytworzenie zasłon dymnych utrudniających nieprzyjacielowi obserwację pola walki. Amunicja dymna wypełniana jest środkami dymotwórczymi np. białym lub czarnym fosforem, mieszanką sześciochloroetanową, czterochlorkiem tytanu, bezwodnikiem lub roztworem bezwodnika kwasu siarkowego i wyposażona w  ładunek wybuchowy. Ładunek ten służy do rozerwania pocisku i rozrzucenia środka dymotwórczego i zapalnika. Czas emisji dymu trwa zazwyczaj kilka minut.